# تنه عمریم
تنه عمریم (به لاتین: Teneh Omarim) یک منطقهٔ مسکونی در اسرائیل است که در Har Hevron Regional Council واقع شده‌است.